# Косичі (династія)
Косичі (рос. Коссич) — династія українських промисловців.
Її родоначальником слід вважати Косича (Коссич,Cossich) Спиридона (Шпиро) Савовича (1828—1920), вихідця із Чорногорії, австрійського підданого. Імовірно, першим заснованим ним підприємством був вапняний завод у м. Феодосія (1852). Слідом він заснував алебастровий завод у м. Харків (1873), цегельно-черепичний завод у Феодосії (1890) і ін.
У 1904 р. він разом зі своїми трьома синами заснував товариство "КОССИЧЪ і Брати" зі статутним капіталом 250,000 золотих крб. До складу правління входили: директор С. С. Коссич, директор-розпорядник Н. С. Коссич, директор правління Е. С. Коссич, бухгалтер В. П. Єсипов. До 1914 р. компанії належало 6 заводів на Півдні й Сході України (3 алебастрових, вапняний, цегельний і черепичний), дві копальні (район Бахмута й у Криндачівці), кілька приватних будинків і складських приміщень. Головний офіс знаходився у Харкові за адресою Подільський пров., буд. 23 (нині - вул. Гамарника). Річний оборот компанії становив 350,000 золотих крб. На підприємствах компанії працювало близько 1,000 осіб.